# Hopes Nose
Hopes Nose är en udde i Storbritannien.   Den ligger i riksdelen England, i den södra delen av landet, 260 km väster om huvudstaden London.
Terrängen inåt land är platt. Havet är nära Hopes Nose åt sydost.  Närmaste större samhälle är Torquay, 2,2 km väster om Hopes Nose. 